# 约翰三世 (瑞典)
约翰三世（瑞典語：Johan III，1537年12月20日—1592年11月17日）是瑞典的一位国王，于1568年登基，在位至逝世。1556年到1563年，他被封為自治的芬蘭公爵，称为约翰公爵，1581年自封為芬蘭大公。

## 生平
约翰是瑞典国王古斯塔夫一世的第二个儿子，母亲是瑞典贵妇人瑪格麗塔·埃里克斯多塔。在担任芬兰公爵时期，约翰反抗同父异母兄弟瑞典国王埃里克十四世（1560年-1568年在位），结果於1563年被埃里克镇压，并关到了监狱中。从监狱释放出来后，可能因為埃里克患上了精神病，约翰再度反抗埃里克，废黜了埃里克，自己成为瑞典国王。他的舅舅斯坦·莱琼霍夫德是他最重要的盟友。不久，约翰就处死了埃里克最信任的顾问约让·佩森，佩森曾在约翰入狱期间使约翰受尽折磨。
1570年，约翰没有使瑞典作出过多的妥协，结束了北方七年战争。之后直到1582年，他和俄罗斯之间的战争也屡屡获胜，最终瑞典夺回了纳尔瓦。这些胜利和外交盟友波兰有关，他的儿子西吉斯蒙德于1587年成为波兰国王。
在国内统治方面，约翰受他的第二任妻子影响，信仰基督教新教，导致和瑞典原罗马天主教神父以及贵族之间的摩擦。他和他的弟弟卡尔九世之间也是经常有矛盾。他喜欢艺术和建筑。

## 家庭

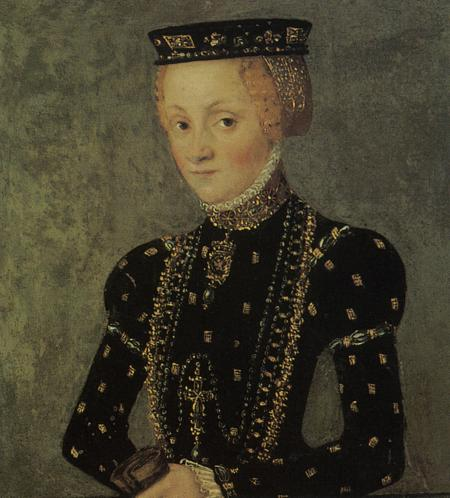
卡塔齊娜·雅蓋隆卡

约翰于1562年10月4日和第一任妻子卡塔齊娜·雅蓋隆卡（1526年-1583年）在维尔纽斯成亲，她也是波兰国王、立陶宛大公齐格蒙特二世的妹妹。德罗特宁霍尔姆宫就是约翰为她建造的。他们有三个孩子：
- 伊莎贝拉（1564年-1566年）
- 西吉斯蒙德（1566年-1632年），瑞典国王（1592年-1599年期间），波兰国王、立陶宛大公（称齐格蒙特三世，1587年-1632年期间），芬兰大公（1592年-1599年期间）。
- 安娜（1568年-1625年）

他的第二任妻子是古妮拉·比爾克，他们于1584年2月21日结婚，并有一个儿子：
- 約翰 (東約特蘭公爵)（1589年-1618年），1608年成为东约特兰大公，娶了他的堂妹玛丽亚·伊丽莎白，伊丽莎白是瑞典国王卡尔九世（1599年-1611年期间）的女儿。

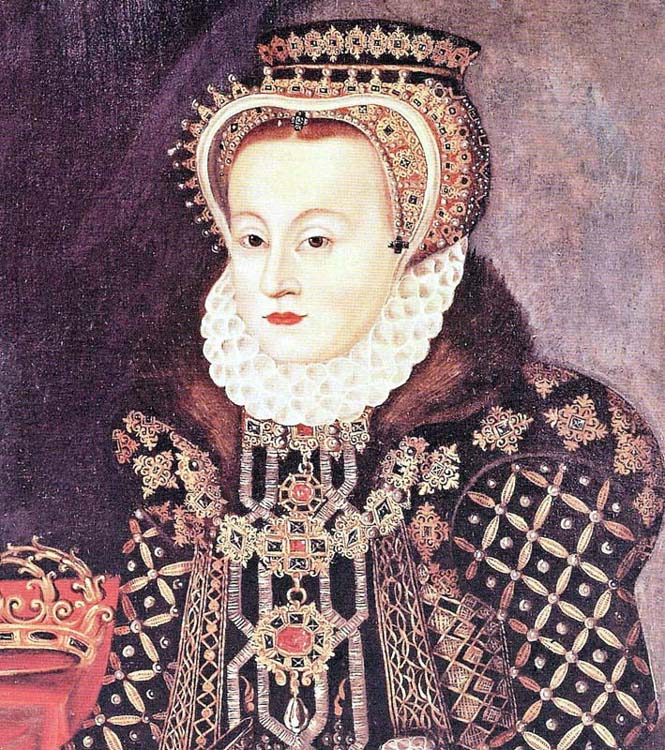
古妮拉·比尔克

约翰和他的情妇卡琳·汉斯多特（1532年-1596年）至少有四个私生子：
- 索非亚（1556年-1583年）
- 奥古斯都（1557年-1560年）
- 朱利叶斯（1559年-1581年）
- 卢克丽霞（1560年-1585年）